# Dístico
Dístico (ou pareado) é um estilo de versejar em que as rimas se fazem em grupos ou estrofes de dois versos.

## Uso do dístico
Pode ser encontrado em diversas composições literárias. É a forma mais comum de se apresentar um mote nos poemas de mote e glosa, como este: Se eu nunca soubesse disso, uma glosa com mote migrante.
Também compõe o soneto, quando este se apresenta no formato de Soneto shakespeariano, como apresentado abaixo no original e seguido por uma das traduções do Soneto 1 de William Shakespeare cujo dístico foi destacado.
Sonnet I
From fairest creatures we desire increase

That thereby beauty’s rose might never die,

But as the riper should by time decease

His tender heir might bear his memory:

But thou, contracted to thine own bright eyes,

Feed’st thy light’s flame with self-substancial fuel,

Making a famine where abundance lies,

Thyself thy foe, to thy sweet self too cruel.

Thou that art now the world’s fresh ornament

And only herald to the gaudy spring,

Within thine own bud buriest thy content

And, tender churl, mak’st waste in niggarding.

Pity the wold, or else this glutton be:

To eat the world’s due, by the grave and thee.
Tradução de Jorge Wanderley:
Soneto I

Dos raros, desejamos descendência,

Que assim não finde a rosa da beleza,

E morto o mais maduro, sua essência

Fique no herdeiro, por inteiro acesa.

Mas tu, que só ao teu olhar te alias,

Em flama própria ao fogo te consomes

Criando a fome onde fartura havia,

Rival perverso de teu próprio nome.

Tu que és do mundo o mais fino ornamento

E a primavera vens anunciar,

Enterras em botão teus suprimentos:

Doce avareza, estróina em se poupar.

Doa-te ao mundo ou come com fartura

O que lhe deves, tu e a sepultura.

## Por analogia
Por analogia também pode ser uma máxima ou sentença de dois versos como, por exemplo, seria o texto Ordem e Progresso da Bandeira do Brasil se suas partes fossem consideradas em versos.
Seguindo o mesmo raciocínio, os textos de símbolos, símbolos religiosos e fachadas compostos de dois versos também poderiam ser considerados dísticos.